# Cesare Sermei

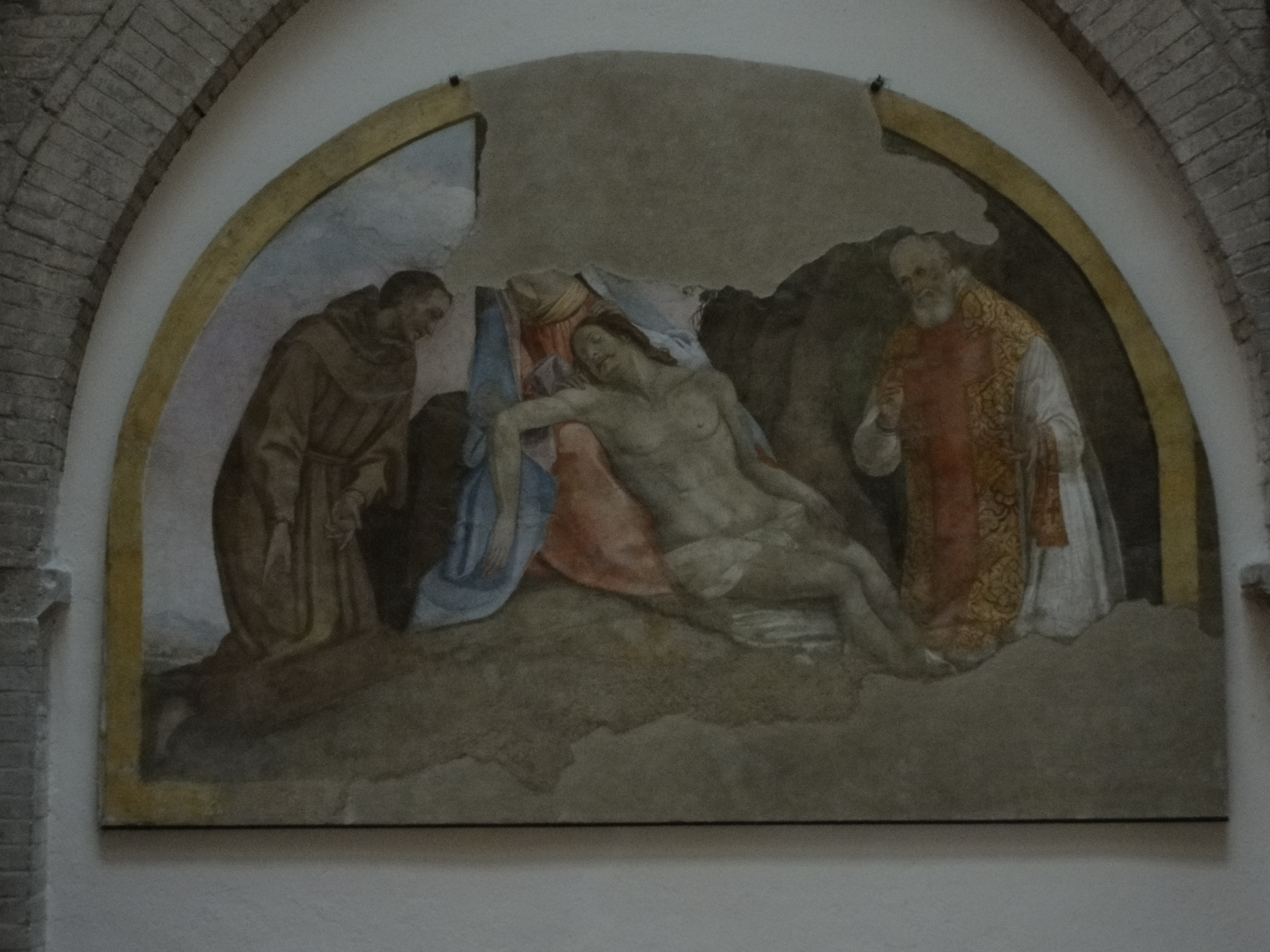
Pietà avec saint François d'Assise et saint Philippe Néri., fragment d'une fresque du Sacro Convento, Assise.

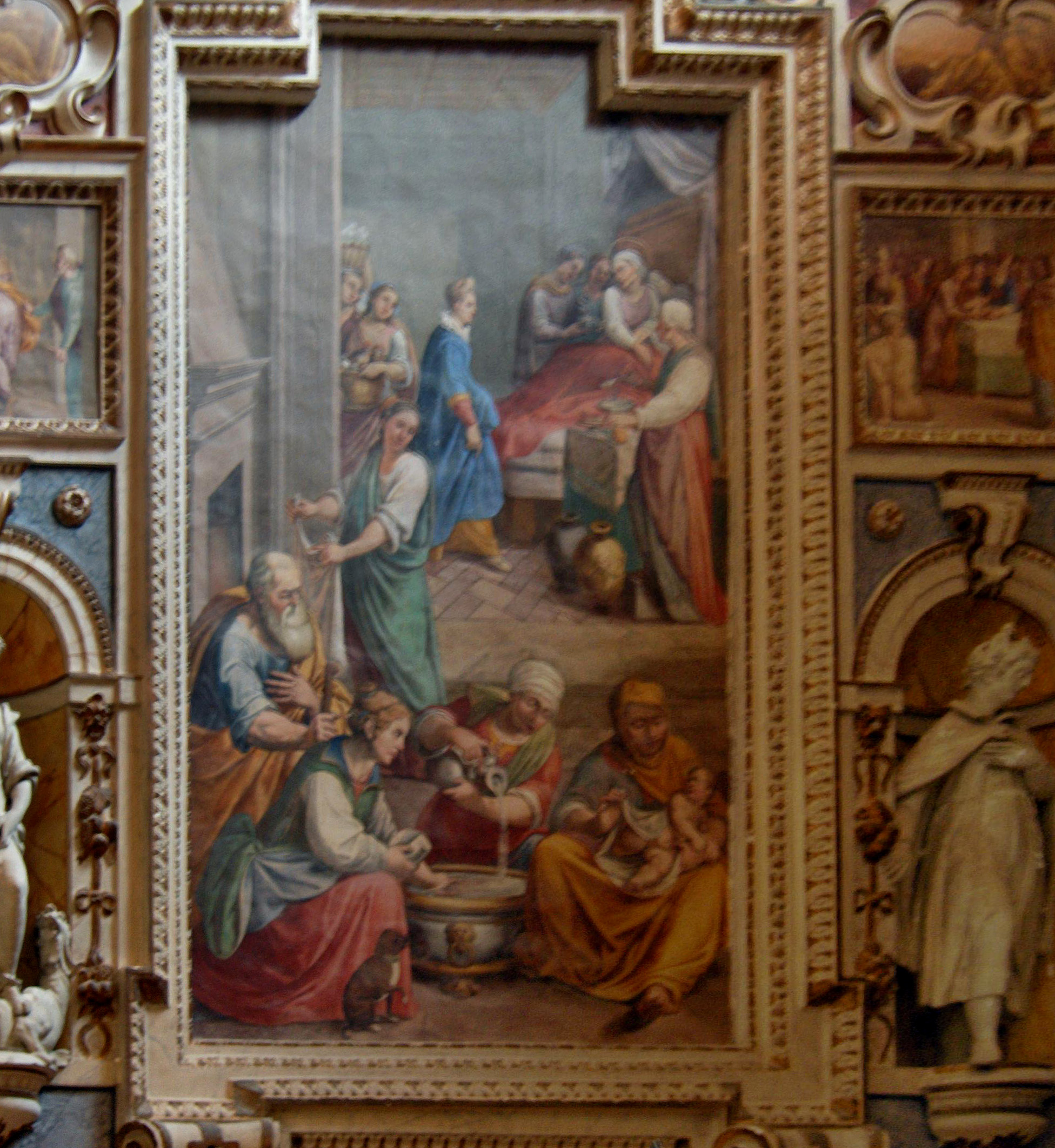
Naissance de Saint Jean Baptiste., Basilique Sainte-Marie-des-Anges d'Assise.

Cesare Sermei, né à Città della Pieve vers 1581, mort à Assise le 3 janvier 1668, est un peintre italien de thèmes religieux actif dans les églises et les monastères d'Ombrie. 

## Biographie
Son père, Fernando Sermei, a œuvré entre autres à la basilique Sainte-Marie-Majeure et à la bibliothèque apostolique vaticane. Cesare Sernei apprend à peindre dans l'atelier de Cesare Nebbia, se déplaçant principalement entre Orvieto et Rome. En 1603, il assiste Nebbia, engagé dans la décoration de la salle de représentation du Collège Borromée à Pavie avec des épisodes de la vie de Charles Borromée. 
En 1605, Cesare Sermei signe un contrat pour décorer « avec des peintures, du stuc et de l'or » la chapelle Saint-Jean Baptiste de la basilique Sainte-Marie-des-Anges d'Assise.
En 1608, il s'établit à Assise, dont il devient citoyen trois ans plus tard. Il collabore avec d'autres artistes locaux, tels Girolamo Martelli et Giacomo Giorgetti,  Vincenzo Giorgetti et Girolamo Marinelli. Ils réalisent à Assise la quasi-totalité des peintures du XVIIe siècle. Dans l'église inférieure de la basilique Saint-François d'Assise, il décore en 1610 la chapelle Saint-Antoine de Padoue, en 1623 l'abside avec une grande fresque du Jugement dernier, la plus élaborée des œuvres réalisées dans la basilique au XIIe siècle, entre 1630 et 1634 les voûtes de la sacristie inférieure avec Giacomo Giorgetti, entre 1645 et 1647, la voûte et les murs du narthex d'entrée, avec Girolamo Martelli. Le nombre d'œuvres réalisées par Sermei en fait l'égal de Giotto dans le programme décoratif de l'église inférieure.
En 1616, il réalise le tableau Saint François mourant bénissant Assise, que l'on peut voir à la Pinacoteca comunale d'Assise. Il travaille également à la basilique Sainte-Marie-des-Anges, à la Chiesa Nuova, à la résidence de l'évêque, ainsi que dans l'église de Rivotorto (it), où l'on peut voir douze peintures à l'huile réalisées en 1653 et représentant des épisodes de la vie de saint François et de ses premiers frères, quatre autres ayant été détruites lors du tremblement de terre de 1853
.
Il a également réalisé de nombreux tableaux pour la cathédrale Saint-Rufin d'Assise, conservés dans le musée attenant.
Sa carrière est longue et il travaille non seulement à Assise mais dans toute l'Ombrie, y compris dans les villes de Todi (église Santa Maria del Montesanto) ; Pérouse (églises Santa Maria Maddalena, San Pietro, Santa Catarina Vecchia, Chiesa del Gesù) ; Bastia Umbra (collégiale de Santa Croce) ; Foligno (Museo diocesano) ; Spello (églises San Andrea, Santa Maria de Vallegloria, San Ventura ainsi qu'à Terni (église  Santa Maria delle Grazie).
En 1635, Sermei est fait chevalier du Christ par le pape Urbain VIII en reconnaissance pour ses œuvres.
Il meurt à Assise le 3 janvier 1668.
Le langage pictural de Sermei est expressif et direct ; ses œuvres sont claires, immédiates et faciles à comprendre. Il a fréquemment utilisé des éléments architecturaux pour créer l'arrière-plan de ses œuvres. Ses personnages sont toujours majestueux et grandioses tout en restant humains. Son style est influencé par les peintres maniéristes tardifs, notamment Giovanni Baglione mais aussi Cavalier d'Arpin.